# 到岸寺
到岸寺（とうがんじ）は、福島県福島市大町にある浄土宗の寺院。山号は究竟山、院号は一乗院。

## 概要
慶長5年 (1600年)に創建され、楢葉郡折木の古本山盛徳寺の第十四世一可良憲上人により開山される。福島城の武家の信仰を厚く受けた。福島市内に現存する坐像では最大の木造仏の『杉乃妻大仏』が祀られている。

## 寺紋
月輪に抱き杏葉 (月影杏葉)

## 所在地
所在地
- 福島県福島市大町2番30号

交通
- 鉄道
  - 福島駅（JR東日本・阿武隈急行・福島交通) 徒歩9分